# 킹더형 레코드
킹더형 레코드 (King the 兄 Records)는 과거 대한민국의 힙합 레이블이다. DJ Skip과 똘배가 공동 대표가 되어 세워졌으며, 이후 2009년 7월 DJ Skip이 CEO에서 물러나면서 R-est가 총 책임을 맡았다. 이후 활동이 점차 잠잠해지다가 2010년 중순에 해체되었다.

## 역사
DJ Skip과 Macho가 공동으로 운영해오던 힙합 레이블 한량사가 2007년 말 활동을 중단한 이후, DJ Skip은 MC Meta와 함께 UMF 공연을 이끌면서 신인 오디션인 Super Rookies를 진행하였다. Super Rookies에 뽑힌 이들은 DJ Skip과 긴밀한 관계를 유지하면서 UMF Super Rookies Mixtape 등의 앨범을 제작하였다. 그 중 Andup, 방사능, Young Boyz 등에 대해서 DJ Skip은 서포팅을 해주고 싶은 의사를 밝혔고, 그렇게 멤버들이 모이면서 킹더형 레코드의 윤곽이 잡혔다.
정식 론칭은 10월 9일 기사화되었으며, 이 발표 바로 다음날 BRS 레코드와 합동으로 컴필레이션 앨범을 발매한단 발표를 하였다. 합동 앨범은 2009년 1월 6일 발매되었으며, 두 앨범의 수록곡 중 Pain, 외치다 가 킹더형의 J-Cue와 김박첼라의 콜라보를 통해 만들어진 곡이었던 한편, 두 레이블의 쇼케이스 역시 합동으로 이루어졌다. 또 Lupi가 아날로그 소년과 그리고 별 이란 곡에서 함께하였으며, 이 친분은 2009년 Indian Palm이란 프로젝트 팀으로 이어졌다.
컴필레이션 앨범으로 본격적인 활동을 시작한 킹더형 레코드는 멤버들의 앨범 작업과 공연 및 파티 주최를 통해 활동을 이어나갔으며, 특히 그들의 비정기 단체 공연인 킹더형 쇼는 2009년 11월 두 번째를 맞았다. 2009년 7월에는 DJ Skip이 신생 레이블 J2 Entertainment의 제작 및 프로모션 분과에 들어가게 되면서 킹더형 레코드의 CEO 자리에서 내려왔고, 그 결과 R-est가 총책임을 맡게 되었다. 새로운 멤버 영입 역시 이루어져 2009년 5월에는 XL과 88Kids가, 10월에는 B-Free가 합류하였다.
2010년 초, 킹더형 레코드는 B-Free의 앨범을 발표하고, 이외에도 Flipside, CB1 등의 프로젝트 팀 및 방사능, Young Boyz 등 소속 아티스트들의 앨범 및 두 번째 컴필레이션 앨범 작업이 이루어지고 있다고 밝혔다. 하지만 점차 활동은 잠잠해졌고, 결국 공식 발표 없이 2010년 중순쯤 해체되었다.

## 단체 디스코그래피
- 2009년 1월 6일 K.I.N.G. (Knocking into New Glory)
- 2009년 9월 28일 D-Day (디지털 앨범)

## 멤버
- DJ Skip
- 똘배 (공동 대표 및 운영 담당)
- INC - R-est (공동 대표), Elcue
- DJ Freekey
- Fantastik DOS - Steady Sketcha, 명덕크랩
- XL
- Young Boyz - J-Cue, Lupi
- 방사능 - 지구인, Boi B., 행주
- Chan Juelz
- 88Kids - Ssin, Front
- Andup
- B-Free

### 내부 프로젝트 팀
- Flipside - 지구인, Boi B., J-Cue

## 이름
- 킹더형이란 이름은 "모든 형님들 중에 왕이 되자"라는 의미를 가지고 있으며, 실제로는 DJ Skip의 본명인 "김도형"을 따 '김도형 레코오드'로 하려던 것이 반발에 부딪혀 수정된 것이라 한다.[2]